# Fed Cup 2013 Zona Euro-Africana Gruppo I - Pool B
Il Pool B della zona Euro-Africana Gruppo I nella Fed Cup 2013 è uno dei quattro gruppi in cui è suddiviso il Gruppo I della zona Euro-Africana. Quattro squadre si sono scontrate nel formato round robin. (vedi anche Pool A, Pool C, Pool D)
|   | Pool B                     | Gran Bretagna (bandiera) | Ungheria (bandiera) | Portogallo (bandiera) | Bosnia ed Erzegovina (bandiera) |
| 1 | Gran Bretagna (3-0)        |                          | 2-1                 | 2-1                   | 3-0                             |
| 2 | Ungheria (2-1)             | 1-2                      |                     | 3-0                   | 3-0                             |
| 3 | Portogallo (1-2)           | 1-2                      | 0-3                 |                       | 2-1                             |
| 4 | Bosnia ed Erzegovina (0-3) | 0-3                      | 0-3                 | 1-2                   |                                 |

## Gran Bretagna vs. Bosnia-Erzegovina
| Gran Bretagna 3 | Municipal Tennis Club, Eilat, Israele 7 febbraio 2013 cemento outdoor | Municipal Tennis Club, Eilat, Israele 7 febbraio 2013 cemento outdoor | Bosnia ed Erzegovina 0 |     |   |  |
| \| \| \| \| 1 \| 2 \| 3 \| \| \| - \| \| -------------------------------------------------------------- \| --- \| --- \| - \| \| \| 1 \| \| Anne Keothavong Dea Herdželaš \| 6 4 \| 6 2 \| \| \| \| 2 \| \| Heater Watson Anita Husaric \| 6 3 \| 6 4 \| \| \| \| 3 \| \| Laura Robson / Johanna Konta Jasmina Kajtazovic / Jelena Simic \| 6 0 \| 6 0 \| \| \| |                                                                       |                                                                       |                        |     |   |  |
| |                                                                       |                                                                       | 1                      | 2   | 3 |  |
| 1 | Gran Bretagna (bandiera) · Bosnia ed Erzegovina (bandiera)            | Anne Keothavong Dea Herdželaš                                         | 6 4                    | 6 2 |   |  |
| 2 | Gran Bretagna (bandiera) · Bosnia ed Erzegovina (bandiera)            | Heater Watson Anita Husaric                                           | 6 3                    | 6 4 |   |  |
| 3 | Gran Bretagna (bandiera) · Bosnia ed Erzegovina (bandiera)            | Laura Robson / Johanna Konta Jasmina Kajtazovic / Jelena Simic        | 6 0                    | 6 0 |   |  |

## Portogallo vs. Ungheria
| Portogallo 0 | Municipal Tennis Club, Eilat, Israele 7 febbraio 2013 cemento outdoor | Municipal Tennis Club, Eilat, Israele 7 febbraio 2013 cemento outdoor | Ungheria 3 |     |     |  |
| \| \| \| \| 1 \| 2 \| 3 \| \| \| - \| \| ------------------------------------------------------------------ \| --- \| --- \| --- \| \| \| 1 \| \| Barbara Luz Gréta Arn \| 1 6 \| 2 6 \| \| \| \| 2 \| \| Michelle Larcher de Brito Tímea Babos \| 6 3 \| 5 7 \| 5 7 \| \| \| 3 \| \| Margarida Moura / Joana Vale Costa Réka-Luca Jani / Katalin Marosi \| 4 6 \| 2 6 \| \| \| |                                                                       |                                                                       |            |     |     |  |
| |                                                                       |                                                                       | 1          | 2   | 3   |  |
| 1 | Portogallo (bandiera) · Ungheria (bandiera)                           | Barbara Luz Gréta Arn                                                 | 1 6        | 2 6 |     |  |
| 2 | Portogallo (bandiera) · Ungheria (bandiera)                           | Michelle Larcher de Brito Tímea Babos                                 | 6 3        | 5 7 | 5 7 |  |
| 3 | Portogallo (bandiera) · Ungheria (bandiera)                           | Margarida Moura / Joana Vale Costa Réka-Luca Jani / Katalin Marosi    | 4 6        | 2 6 |     |  |

## Gran Bretagna vs. Portogallo
| Gran Bretagna 2 | Municipal Tennis Club, Eilat, Israele 8 febbraio 2013 cemento outdoor | Municipal Tennis Club, Eilat, Israele 8 febbraio 2013 cemento outdoor      | Portogallo 1 |     |   |  |
| \| \| \| \| 1 \| 2 \| 3 \| \| \| - \| \| -------------------------------------------------------------------------- \| --- \| --- \| - \| \| \| 1 \| \| Laura Robson Margarida Moura \| 6 2 \| 6 1 \| \| \| \| 2 \| \| Heather Watson Michelle Larcher de Brito \| 1 6 \| 4 6 \| \| \| \| 3 \| \| Laura Robson / Heather Watson Michelle Larcher de Brito / Joana Vale Costa \| 6 2 \| 6 1 \| \| \| |                                                                       |                                                                            |              |     |   |  |
| |                                                                       |                                                                            | 1            | 2   | 3 |  |
| 1 | Gran Bretagna (bandiera) · Portogallo (bandiera)                      | Laura Robson Margarida Moura                                               | 6 2          | 6 1 |   |  |
| 2 | Gran Bretagna (bandiera) · Portogallo (bandiera)                      | Heather Watson Michelle Larcher de Brito                                   | 1 6          | 4 6 |   |  |
| 3 | Gran Bretagna (bandiera) · Portogallo (bandiera)                      | Laura Robson / Heather Watson Michelle Larcher de Brito / Joana Vale Costa | 6 2          | 6 1 |   |  |

## Ungheria vs. Bosnia-Erzegovina
| Ungheria 3 | Municipal Tennis Club, Eilat, Israele 8 febbraio 2013 cemento outdoor | Municipal Tennis Club, Eilat, Israele 8 febbraio 2013 cemento outdoor | Bosnia ed Erzegovina 0 |      |   |  |
| \| \| \| \| 1 \| 2 \| 3 \| \| \| - \| \| ---------------------------------------------------------- \| --- \| ---- \| - \| \| \| 1 \| \| Gréta Arn Dea Herdželaš \| 6 3 \| 6 2 \| \| \| \| 2 \| \| Tímea Babos Jelena Simic \| 6 0 \| 7 65 \| \| \| \| 3 \| \| Tímea Babos / Katalin Marosi Dea Herdželaš / Anita Husaric \| 7 5 \| 6 4 \| \| \| |                                                                       |                                                                       |                        |      |   |  |
| |                                                                       |                                                                       | 1                      | 2    | 3 |  |
| 1 | Ungheria (bandiera) · Bosnia ed Erzegovina (bandiera)                 | Gréta Arn Dea Herdželaš                                               | 6 3                    | 6 2  |   |  |
| 2 | Ungheria (bandiera) · Bosnia ed Erzegovina (bandiera)                 | Tímea Babos Jelena Simic                                              | 6 0                    | 7 65 |   |  |
| 3 | Ungheria (bandiera) · Bosnia ed Erzegovina (bandiera)                 | Tímea Babos / Katalin Marosi Dea Herdželaš / Anita Husaric            | 7 5                    | 6 4  |   |  |

## Gran Bretagna vs. Ungheria
| Gran Bretagna 2 | Municipal Tennis Club, Eilat, Israele 9 febbraio 2013 cemento outdoor | Municipal Tennis Club, Eilat, Israele 9 febbraio 2013 cemento outdoor | Ungheria 1 |     |     |  |
| \| \| \| \| 1 \| 2 \| 3 \| \| \| - \| \| ------------------------------------------------------------ \| --- \| --- \| --- \| \| \| 1 \| \| Laura Robson Gréta Arn \| 0 6 \| 6 2 \| 6 1 \| \| \| 2 \| \| Heather Watson Tímea Babos \| 6 3 \| 6 2 \| \| \| \| 3 \| \| Johanna Konta / Laura Robson Reka-Luka Jani / Katalin Marosi \| 4 6 \| 6 2 \| 2 6 \| \| |                                                                       |                                                                       |            |     |     |  |
| |                                                                       |                                                                       | 1          | 2   | 3   |  |
| 1 | Gran Bretagna (bandiera) · Ungheria (bandiera)                        | Laura Robson Gréta Arn                                                | 0 6        | 6 2 | 6 1 |  |
| 2 | Gran Bretagna (bandiera) · Ungheria (bandiera)                        | Heather Watson Tímea Babos                                            | 6 3        | 6 2 |     |  |
| 3 | Gran Bretagna (bandiera) · Ungheria (bandiera)                        | Johanna Konta / Laura Robson Reka-Luka Jani / Katalin Marosi          | 4 6        | 6 2 | 2 6 |  |

## Portogallo vs. Bosnia-Erzegovina
| Portogallo 2 | Municipal Tennis Club, Eilat, Israele 9 febbraio 2013 cemento outdoor | Municipal Tennis Club, Eilat, Israele 9 febbraio 2013 cemento outdoor | Bosnia ed Erzegovina 1 |     |     |  |
| \| \| \| \| 1 \| 2 \| 3 \| \| \| - \| \| --------------------------------------------------------------------- \| --- \| --- \| --- \| \| \| 1 \| \| Joana Vale Costa Anita Husaric \| 3 6 \| 0 6 \| \| \| \| 2 \| \| Michelle Larcher de Brito Jelena Simic \| 6 3 \| 3 6 \| 6 2 \| \| \| 3 \| \| Michelle Larcher de Brito / Barbara Luz Dea Herdželaš / Anita Husaric \| 6 1 \| 6 0 \| \| \| |                                                                       |                                                                       |                        |     |     |  |
| |                                                                       |                                                                       | 1                      | 2   | 3   |  |
| 1 | Portogallo (bandiera) · Bosnia ed Erzegovina (bandiera)               | Joana Vale Costa Anita Husaric                                        | 3 6                    | 0 6 |     |  |
| 2 | Portogallo (bandiera) · Bosnia ed Erzegovina (bandiera)               | Michelle Larcher de Brito Jelena Simic                                | 6 3                    | 3 6 | 6 2 |  |
| 3 | Portogallo (bandiera) · Bosnia ed Erzegovina (bandiera)               | Michelle Larcher de Brito / Barbara Luz Dea Herdželaš / Anita Husaric | 6 1                    | 6 0 |     |  |